# 控制 (珍娜·傑克森歌曲)
〈控制〉（英語：Control）是非裔美国人女歌手珍娜·傑克森在1986年10月發行的單曲，這首單曲在告示牌單曲榜獲得第5名，在舞曲榜和節奏藍調榜兩榜都摘下冠軍。〈控制〉在英國單曲榜最高成績為第42名。

## 資料

### 單曲簡介
〈控制〉為珍娜·傑克森第三張個人錄音室專輯《控制》（英語：Control）中所推出的第四首單曲，這首專輯同名歌曲由珍娜·傑克森和製作夥伴吉米·吉姆與特里·李維斯共同創作。〈控制〉是一首節奏藍調風格的舞曲，歌詞闡述著珍娜·傑克森自己的心聲，她明白向大家宣告她已經長大成年了，而要追求自己想過的生活。珍娜·傑克森在推出專輯《控制》時甫滿廿歲，因長期以來她被傑克森家族長輩悉心保護著，尤其一直生活在父親的高壓權威之下，故這張專輯是她首次能脫離家族掌控，自己做主的音樂作品。
〈控制〉的時長近六分鐘，它的音樂影片更是超過九分鐘，影片中呈現珍娜·傑克森和家族長輩抗爭的真實心路歷程，舞蹈部分則是由她的御用編舞師寶拉·阿巴杜來負責。

### 商業成績
〈控制〉為同名專輯《控制》中所推出的第四首單曲，前三首單曲依序為《看你做的好事》（美第4名，英第3名）、《下流》（美第3名，英第19名）和〈每當想起你〉（美兩週冠軍，英第10名）。〈控制〉在1986年11月1日進入告示牌單曲榜，首週成績為第73名，這首單曲在排行榜的上升速度相當緩慢，將近三個月後，終於在1987年1月24日來到它的最高名次第5名，它在單曲榜內共停留了18週，單曲在全美銷售數字逾50萬張，〈控制〉在1987年告示牌年終百大單曲榜中名列第37名。雖然〈控制〉在單曲榜僅獲得第5名，但是它在其它分榜的成績亮眼，它拿下舞曲榜3週冠軍以及節奏藍調單曲榜1週冠軍。
〈控制〉在英國亦發行單曲，但成績較美國告示牌差，僅獲得第42名。

### 獎項評價紀錄
〈控制〉在1988年的靈魂列車音樂獎頒獎典禮上（Soul Train Music Awards）獲得年度最佳音樂錄影帶（Music Video of the Year）大獎。〈控制〉是同名專輯《控制》中第四首TOP 5單曲。